# 압해 복룡리 열부정려각
압해 복룡리  열부정려각은 전라남도 신안군 압해읍에 있다. 2009년 12월 16일 신안군의 향토유적 제41호로 지정되었다.

## 개요
정절을 지킨 열녀를 기억하기 위해 세운 건물이다.